# 通米亚良
通米亚良（1978年11月7日—），又译通米亚能、通灭乃，是缅甸克钦邦少数民族地方武装若开军的总司令。 自2009年若开军成立起担任总司令至今。